# Бір «Величків»
Бір «Величків» — ботанічна пам'ятка природи місцевого значення в Україні. Розташована в межах Івано-Франківського району Івано-Франківської області,  
Площа 2,1 га. Статус надано 1993 року. Перебуває у віданні ДП «Солотвинський лісгосп». Знаходиться біля північно-західної околиці села Кривець. 
Статус надано з метою збереження частини лісового масиву з верховим болотом, де зростає реліктова рослинність: багно болотяне, журавлина дрібноплода, плавун булавоподібний, а також багато видів осоки та мохів болотних. 